# EN11

## Trafaria - Montijo
A EN 11 é uma estrada nacional que integra a rede nacional de estradas de Portugal. 
Era a Estrada Marginal do Sul do Tejo, prevista para unir a futura ponte da N4, sobre o Tejo no Montijo (nunca construída), até a Trafaria.
Devido à construção da Ponte Salazar em 1966 (hoje, denominada 25 de Abril), a EN11 foi encurtada para o seu início no Barreiro, e o percurso para Poente foi reconvertido em outras denominações de Estradas Nacionais e Municipais. O único traçado existente da N 11 é o que vai do bairro da Gouveia em Alhos Vedros até à N5 na Moita, o que constitui apenas 10km.